# Johanna Almgren
Johanna Almgren (Borås, 22 marzo 1984) è un'allenatrice di calcio ed ex calciatrice svedese.

## Carriera

### Calciatrice

#### Club
Di ruolo centrocampista, dopo aver esordito nella squadra della sua città (Borås GIF), dove ha militato fino al 2002, ha giocato nel Byttorps IF (2002-03) e nel Bälinge IF (2004). È quindi passata al Kopparbergs/Göteborg, dove ha militato fino al ritiro nel 2014, cui è stata costretta a seguito della sesta operazione chirurgica al ginocchio in carriera.

#### Nazionale
Fa parte del giro della nazionale dal 2005 (esordio il 24 settembre nella vittoria per 6-0 contro la Bielorussia). Con la maglia della nazionale ha partecipato alle Olimpiadi di Pechino 2008.
Alle Olimpiadi del 2008, alle quali ha partecipato con la nazionale svedese, Johanna ricevette ammirazioni particolari da parte del calciatore brasiliano Ronaldinho, che però respinse.

### Allenatrice
Poco dopo il suo ritiro dal calcio giocato è stata nominata allenatrice del Kungsbacka DFF, squadra neopromossa nella seconda serie svedese, l'Elitettan, incarico che ha mantenuto per due stagioni portando la squadra dal 10º posto del 2015 al 5º del 2016.
Nel 2017 le viene affidata la direzione tecnica delle giovanili del Östersund, incarico che ricopre fino al 2019.

## Palmarès

### Club

#### Competizioni nazionali

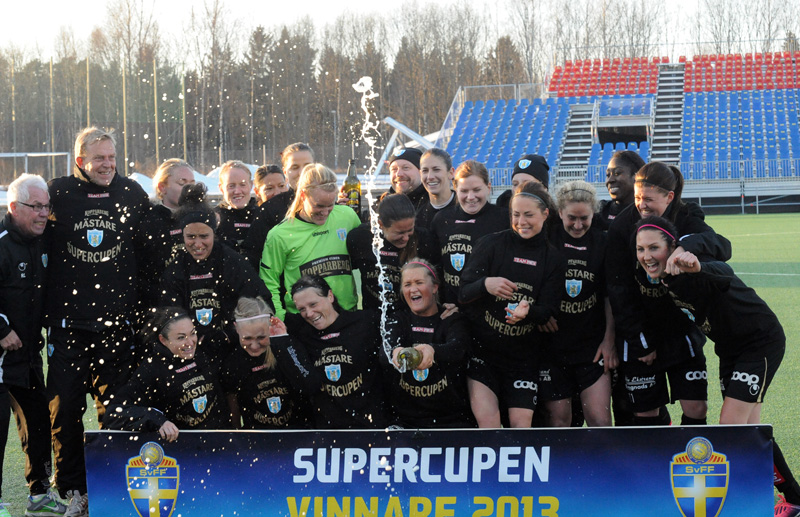
Le giocatrici festeggiano la conquista della Supercupen nell'aprile 2013.

- Svenska Cupen damer: 2

Kopparbergs/Göteborg: 2011, 2012
- Supercupen damer: 1

Kopparbergs/Göteborg: 2013